# Ghatssvala
Ghatssvala (Hirundo domicola) är en fågel i familjen svalor inom ordningen tättingar.

## Utbredning och systematik
Fågeln förekommer i södra Indien och på Sri Lanka. Den är nära släkt med kustsvalan och behandlas av vissa som underart till denna.

## Status
Internationella naturvårdsunionen IUCN inkluderar den numera i arten Hirundo javanica, varför den inte längre placeras i någon hotkategori.